# 曼贊尼塔 (加利福尼亞州)
曼贊尼塔（英語：Manzanita）是位於美國加利福尼亞州馬林縣的一個非建制地區。該地的面積和人口皆未知。

## 地理
曼贊尼塔的座標為37°52′54″N 122°31′03″W / 37.88167°N 122.51750°W，而該地的平均海拔高度為5米（即16英尺）。